# Marcel Bénabou
Pour les articles homonymes, voir Bénabou.
Marcel Bénabou, né le 29 juin 1939 à Meknès (Maroc), est un historien et écrivain français vivant à Paris depuis 1956. Ancien professeur d'histoire romaine, il est membre de l'Oulipo.

## Biographie
Issu d'une famille juive dans un milieu aisé et multiculturel, il a raconté son histoire familiale dans Jacob, Menahem et Mimoun ; Une épopée familiale.
Après des études secondaires entamées au lycée Poeymirau de Meknès (1950-1956), il entre au lycée Louis-le-Grand à Paris (1956-1960). Élève de l'École normale supérieure (1960-1964), agrégé de l'université (1963), docteur ès-lettres (1972), il exerce les fonctions de professeur d’histoire romaine à l’université Paris-Diderot (1974-2002).
Ses travaux d'historien portent sur la civilisation de la Rome antique, en particulier sur l'Afrique romaine et les processus d'acculturation et de romanisation qui sont à l'œuvre dans ses provinces.
En 1959, il participe avec Georges Perec à l'aventure de la revue La Ligne générale. C'est avec lui qu'il conçoit le projet de Production automatique de langue française (PALF) qui les occupe jusqu'en 1973.
Il est coopté à l'Oulipo le 29 octobre 1970, trois ans après Perec. Il en devient, l'année suivante, le « secrétaire définitivement provisoire ». Depuis 2003, et jusqu'à 2022, il cumule cette fonction avec celle de « secrétaire provisoirement définitif ». Dans ses productions oulipiennes, il a tenté d’explorer divers domaines, comme celui de la genèse de l'œuvre littéraire, celui des rapports de la contrainte et de l'autobiographie, ainsi que celui de l’érudition (la recherche des « plagiaires par anticipation » de l’Oulipo dans l’Antiquité grecque et romaine), et celui des manipulations combinatoires sur « le langage cuit ».

## Remarques
On le reconnaît aisément sous les traits de l'avocat Hassan Ibn Abbou, un des personnages du roman lipogrammatique de Georges Perec, La Disparition.
Il est le cousin du mathématicien Jean Bénabou.

## Œuvres

### Principaux écrits historiques
- Suétone, les Césars et l'Histoire, Introduction à La Vie des douze Césars, éd. Folio, Gallimard, Paris 1975, 7-30.
- La Résistance africaine à la romanisation, éditions François Maspero, Paris, 1976 ; 2e édition : La Découverte, 2005.
- Tacfarinas, insurgé berbère contre Rome, Les Africains, VII, éd. Jeune Afrique, 1977, 293-313.
- Juba II, ou l'Africanité vassale de Rome, Les Africains, IX, éd. Jeune Afrique, 1978, 143-165
- « Les Romains ont-ils conquis l'Afrique ? », Annales. Histoire, sciences sociales, 1978, v. 33, no 1, p. 83-88.
- Avec Micheline Legras-Wechsler et Peter Astbury Brunt, Conflits sociaux en République romaine, F. Maspero, 1979, 196 p.
- L'impero romano e le strutture economiche e sociali delle province, (éd. M. Crawford), Biblioteca di Athenaeum, 4, Roma, 1986.
- PVN préfacier, ou Une forme latérale de l’histoire, in Pierre Vidal-Naquet, Un historien dans la cité, La Découverte, 1998, pages 58–66.
- « Rome augustéenne : genèse d'un lyrisme urbain ? », Le Poète dans la cité : de Platon à Shakespeare, Le Cri édition, 2003, p. 56-63.
- « Pratique matrimoniale et représentation philosophique : le crépuscule des stratégies », Annales. Histoire, sciences sociales, no 42-6, 1987.
- « Le changement culturel en Afrique romaine : rupture ou continuité ? », Civilisations : Les entretiens de la Fondation des Treilles, Gallimard, 2022,  137-178

### Principaux écrits littéraires
- Pourquoi je n'ai écrit aucun de mes livres, Hachette, collection « Textes du XXe siècle », Paris, 1986 (Prix de l'Humour noir 1986) ; 2e édition : Presses Universitaires de France, 2002 ; 3e édition : Le Seuil, La librairie du XXIème siècle, 2010
  - traduction allemande : Warum ich keines meiner Bücher geschrieben habe, Frankfurter Verlagsanstalt, Francfort, 1990 ; 2e édition, Fischer, Francfort 1993
  - traduction italienne : Perche non ho scritto nessuno dei miei libri, Theoria, Rome-Naples, 1991 ; nouvelle traduction et introduction par Laura Brignoli, Theoria 2018
  - traduction espagnole : Por qué no he escrito ninguno de mis libros, Anagrama, Barcelone, 1994, nouvelle édition avec une présentation d'Enrique Vila Matas, Plot Ediciones 2021
  - traduction anglaise (États-Unis) : Why I Have not Written Any of My Books, University of Nebraska Press, Lincoln, 1996 ; 2e édition 1998
  - traduction suédoise : Varför jag inte har skrivit nagon av mina böcker, Ramus 2007
  - traductions polonaise : Dlaczego nie napisalem zadnej z moich ksiazek, Widawnictwo Lokator, 2017
  - traduction portugaise (Brésil) : Porque nao escrevi nenhun de meus livros, Tabla, 2018
  - traduction chinoise (caractères simplifiés), Shanghai Literature & Art, 2020
  - traduction japonaise    Susei Sha, Tokyo, 2024
- Presbytère et Prolétaires : le dossier PALF, éditions du Limon, Cahiers Georges Perec, 3, 1989 (en collaboration avec Georges Perec)
- Der Verschlag, édition Plasma, Berlin, 1991
- Jette ce livre avant qu'il soit trop tard, Seghers, collection Mots, Paris, 1992
  - traduction anglaise : Dump This Book While You Still Can, introduction de Warren Motte, University of Nebraska Press, Lincoln, 2001
  - traduction italienne : Butta questo libro finché puoi,traductio et introduction de Laura Brignoli, Aracne editrice, Roma, 2009
  - traduction chinoise  (caractères simplifiés), Shangaï Literature and Art Publishing House,  2023
- Jacob, Ménahem et Mimoun. Une épopée familiale, Seuil, collection La librairie du XXe siècle, 1995
  - traduction anglaise : Jacob, Ménahem and Mimoun. A Family Epic, University of Nebraska Press, Lincoln, 1998 (National Jewish Book Award, 1998), 2e édition, 2001
  - traduction allemande : Jacob, Menachem und Mimoun. Ein Familienepos, Berlin Verlag, 2004, traduction de Jürgen Ritte
- Georges Perec, What a man !, introduction, notes et commentaires, Le Castor astral, 1996 ; nouvellle édition augmentée, Le Castor astral, 2019
- Destin d’un couteau, Les Guère Épais, VIII, 1, Édition Plurielle, 1998
- Un art simple et tout d'exécution (en collaboration avec Jacques Jouet, Harry Mathews et Jacques Roubaud), Circé, 2001
- Résidence d'hiver, Le Verger, 2001
- Écrire sur Tamara, Presses Universitaires de France, 2002
  - traduction anglaise : To write on Tamara ?, University of Nebraska Press, Lincoln, 2004
  - traduction italienne : Scrivere su Tamara, traduction, introduction et notes de Laura Brignoli, in riga edizioni, 2022
- 789 néologismes de Jacques Lacan, Édition EPEL, 2002 (en collaboration avec Yan Pelissier, Laurent Cornaz et Dominique de Liège ; nouvelle édition, EPEL 2024
- L’Appentis revisité, nouvelles, collection Monde à part, Berg International, 2003
- De but en blanc, Un monologue en polychromie véritable (en collaboration avec l'Oupeinpo), Bibliothèque Oupeinpienne, 16, 2009
- Anthologie de l'Oulipo, Gallimard, 2009 (en collaboration avec Paul Fournel)
- Meknès en 1950, La Cité impériale au milieu du XXe siècle, Atelier Fol'fer, 2016 (en collaboration avec Jean Guérin, Bernard Hoerni et Didier Mréjen, coordinateurs)

### Fascicules de La Bibliothèque Oulipienne
- Un aphorisme peut en cacher un autre, BO no 13
- Locutions introuvables, BO no 25
- Alexandre au greffoir, BO no 29
- Bris de mots, BO no 40
- Rendre à Cézanne, BO no 59
- L’Hannibal perdu, BO no 87, 1997
- Altitude et profondeur, BO no 103, 1999
- La Mort mode d’emploi, BO no 133, 2004
- Petit Supplément au Cratyle, BO no 136, 2005
- Miniature persane, BO no 153, 2007
- Éthique simpliste, BO no 169, 2008
- Premier mai unitaire BO no 182, 2010
- Saturations, BO no 184, 2010
- Le Voyage disert, BO no 212, 2012
- Our Beautiful Zeroïne, BO no 218, 2015

### Participation à des ouvrages collectifs en collaboration avec l'Oulipo
- La Littérature potentielle, Gallimard, 1973 (2e édition, Folio, 1988, 3ème édition 1999)
- Atlas de littérature potentielle, Gallimard, 1981, (2e édition, Folio, 1988, 3e édition 1995)
- Oulipiana, a cura di R. Campagnoli, Guida editori, Napoli 1994
- La Bibliothèque oulipienne, volumes 1, 2, 3 : éditions Seghers, 1990
- La Bibliothèque oulipienne, volume 4, 1997 ; volume 5, 2000 ; volume 6, 2003, édition Le Castor astral
- Abrégé de littérature potentielle, Mille et une nuits, 2002
- Langagez-vous, ministère de la Culture et de la Communication, 2003
- Maudits, Mille et une nuits, 2003
- Moments oulipiens, Le Castor astral, 2004
- OULIPO, ministère des Affaires étrangères, 2005
- C’est un métier d’homme, Mille et une nuits, 2010
- Le Petit Oulipo, Rue du Monde, 2010
- Sandy’s at Waikiki de  daniela franco Editorial RM, 2010, 124-128
- Six instants fataux,  dessins de Mario Prassinos, Au crayon qui tue éd.,  2011
- Le Voyage d’hiver et ses suites, Seuil , 2013
- Le Livre d’Aliénor, Fontevraut, 2014
- Abécédaire provisoirement définitif, Larousse, 2014
- OULIPO, Catalogue de l’exposition Arsenal, Gallimard, 2014
- OULIPO, Paris-Math, Cassini, 2017
- Cinquante souvenirs de La Disparition, Lille, Éditions Les Venterniers, 2019.
- On n'y échappe pas, Paris, Éditions Fayard, 2020 (écriture collective de la suite d'un roman inachevé de Boris Vian).
- Cher Père Noël, Vraies lettres inventées, Paris, Librio, 2020.